# English (Indiana)
English es un pueblo ubicado en el condado de Crawford en el estado estadounidense de Indiana. En el Censo de 2010 tenía una población de 645 habitantes y una densidad poblacional de 81,81 personas por km².

## Geografía
English se encuentra ubicado en las coordenadas 38°20′27″N 86°27′33″O / 38.34083, -86.45917. Según la Oficina del Censo de los Estados Unidos, English tiene una superficie total de 7.88 km², de la cual 7.88 km² corresponden a tierra firme y (0%) 0 km² es agua.

## Demografía
Según el censo de 2010, había 645 personas residiendo en English. La densidad de población era de 81,81 hab./km². De los 645 habitantes, English estaba compuesto por el 97.52% blancos, el 0.31% eran afroamericanos, el 0.62% eran amerindios, el 0.16% eran asiáticos, el 0% eran isleños del Pacífico, el 0.31% eran de otras razas y el 1.09% pertenecían a dos o más razas. Del total de la población el 0.78% eran hispanos o latinos de cualquier raza.